# جشمة قنات جونك (دشت روم)
جشمة قنات جونك (بالفارسية: چشمه قنات جونک) هي قرية تقع في إيران في قسم دشت روم الريفي. يقدر عدد سكانها بـ 104 نسمة بحسب إحصاء 2016.